# Elke Hentschel
Elke Hentschel (* 1952 in Freiburg im Breisgau) ist eine deutsche Germanistin.

## Leben
Nach der Promotion 1986 am Fachbereich Germanistik der FU Berlin war sie von 1991 bis 1997 wissenschaftliche Assistentin an der Freien Universität Berlin. Nach der Habilitation 1996 an der Europa-Universität Viadrina war sie von 1998 bis 2000 Professorin für Sprachwissenschaft des Deutschen an der Universität Osnabrück und von 2000 bis 2018 Professorin für Germanistische Linguistik an der Universität Bern.

## Schriften (Auswahl)
- Basiswissen deutsche Wortbildung. Narr Francke Attempto Verlag, Tübingen 2020, ISBN 3-8252-5367-8.
- mit Harald Weydt: Handbuch der deutschen Grammatik. De Gruyter, Berlin 2021, ISBN 3-11-062941-0.
- mit Theo Harden: Einführung in die germanistische Linguistik. Peter Lang, Berlin 2023, ISBN 978-1-80374-211-3.
- Deutsch typologisch. Eine Einführung. J.B. Metzler, Berlin 2023, ISBN 3-476-05944-8.